# 塗料調色技能士
塗料調色技能士（とりょうちょうしょくぎのうし）とは、国家資格である技能検定制度の一種で、都道府県知事（問題作成等は中央職業能力開発協会、試験の実施等は都道府県職業能力開発協会）が実施する、塗料調色に関する学科及び実技試験に合格した者をいう。
なお職業能力開発促進法により、塗料調色技能士資格を持っていないものが塗料調色技能士と称することは禁じられている。

## 級別
単一等級のみである。

## 実技作業試験内容（調色作業）
- 単一等級
  - 作業試験：ラッカーエナメル、合成樹脂調合ペイント及び合成樹脂エマルションペイントを使用して、調色作業を行う。試験時間＝3時間
  - 要素試験
    - a：塗料及び溶剤の実物判定を行う。試験時間＝3分
    - b：色の三属性及び色差の目視判定を行う。試験時間＝6分
    - c：色見本の原色混合量の判定を行う。試験時間＝3分